# Redmile
Redmile è un villaggio e parrocchia civile dell'Inghilterra, appartenente alla contea del Leicestershire.